# Algorytm Katzenelsona
Algorytm Katzenelsona jest algorytmem iteracyjnym służącym do rozwiązywania układów elektrycznych. Przy czym przez rozwiązanie rozumie się wyliczenie wszystkich potencjałów węzłowych jakie panują w układzie przy danych wymuszeniach prądowych.
Bazą tego algorytmu jest równanie:
{\displaystyle G^{(m)}\cdot V+w^{(m)}=i^{*}} (1)
gdzie:
- G jest macierzą konduktancji ujmującą wszystkie elementy liniowe układu, oraz przewodności gk pochodzące z modeli elementów nieliniowych
- V jest wektorem napięć węzłowych
- w jest wektorem ujmującym źródła prądowe pochodzące z modeli elementów nieliniowych,
- i* jest wektorem rzeczywistych wymuszeń prądowych,

## Opis algorytmu
1. Ustala się punkt startowy analizy w postaci wektora V(0)
2. Na podstawie V(0) i znajomości struktury układu określa się wektor napięć na elementach nieliniowych X(0)
3. Znając X(0) ustala się obszar (jego kod), w którym znajduje się wektor V(0)
4. Na podstawie kodu obszaru oraz charakterystyk odcinkowo-liniowych elementów nieliniowych określa się wartości numeryczne parametrów modeli tych elementów,
5. Znając układ oraz modele elementów nieliniowych oblicza się G(0) i w(0)
6. Oblicza się lewą stronę równania (1):

{\displaystyle i^{(0)}=G^{(0)}\cdot V^{(0)}+w^{(0)}}
i(0) ma tu sens wektora wymuszeń prądowych, jakie musiałyby zaistnieć w układzie, żeby spowodować powstanie napięć węzłowych określonych przez V(0).
Podstawowy problem powyższego sposobu postępowania to określenie strategii dobierania kolejnego przybliżenia V(k), zapewniającego, że obliczony na jego podstawie wektor i(k) będzie bliższy wektorowi i* niż wektor z poprzedniej iteracji i(k-1). Warunkiem zakończenia obliczeń będzie zawsze i(k) = i* a wynikiem będzie V=V(k).
Strategia zaproponowana przez Katzenelsona polega na określeniu takiego sposobu poruszania się w przestrzeni V, żeby w sposób ciągły przejść z punktu startu V(0) do punktu będącego rozwiązaniem. Zachowanie ciągłości tej drogi wymaga, żeby przechodziła ona przez „sąsiednie” obszary (dwa obszary w przestrzeni V są sąsiednie, jeżeli ich kody różnią się tylko na jednej pozycji, i różnica ta wynosi 1) bez przeskoków nad nimi.